# Śmierć Gustawa II Adolfa w bitwie pod Lützen
Śmierć Gustawa II Adolfa w bitwie pod Lützen (szw. Gustav II Adolfs död i slaget vid Lützen) – obraz olejny namalowany przez szwedzkiego malarza Carla Wahlboma w roku 1855 w Rzymie, znajdujący się w zbiorach Nationalmuseum w Sztokholmie.

## Opis
Obraz Wahlboma przedstawia moment, w którym król Szwecji Gustaw II Adolf zostaje zabity na polu bitwy pod Lützen 16 listopada 1632, w czasie wojny trzydziestoletniej (1618–1648). Jasno oświetlone ciało zmarłego króla wydaje się zsuwać z konia i zostaje złapane przez przerażonego szwedzkiego żołnierza, który pomimo tragedii dzielnie walczy dalej z żołnierzami cesarskimi. Gustaw II Adolf jest przedstawiony jako bohater i męczennik, wyraźnie przypominając przedstawienia zmarłego Jezusa Chrystusa. Carl Wahlbom wykorzystał również potencjał sceny, aby pochwalić się swoimi największymi umiejętnościami technicznymi – malowaniem koni różnymi ruchami i światłem.